# Estación de Muro
Muro es un apeadero ferroviario situado en el municipio español homónimo en la isla de Mallorca. Propiedad del Gobierno de las Islas Baleares, dispone de servicios de cercanías formando parte de la línea T2 operada por Servicios Ferroviarios de Mallorca (SFM).

## Situación ferroviaria
La estación, que se encuentra a 26 metros de altitud, forma parte de los trazados de las siguientes líneas férreas:
- Línea férrea de ancho métrico Palma - La Puebla, punto kilométrico 42,5.[3] Este kilometraje es el que predomina en la señalización.
- Ramal de ancho métrico Son Bordils (Enllaç) - La Puebla, punto kilométrico 8,898.[2]

En ambos casos el trazado es de vía única y está electrificado.

## Historia

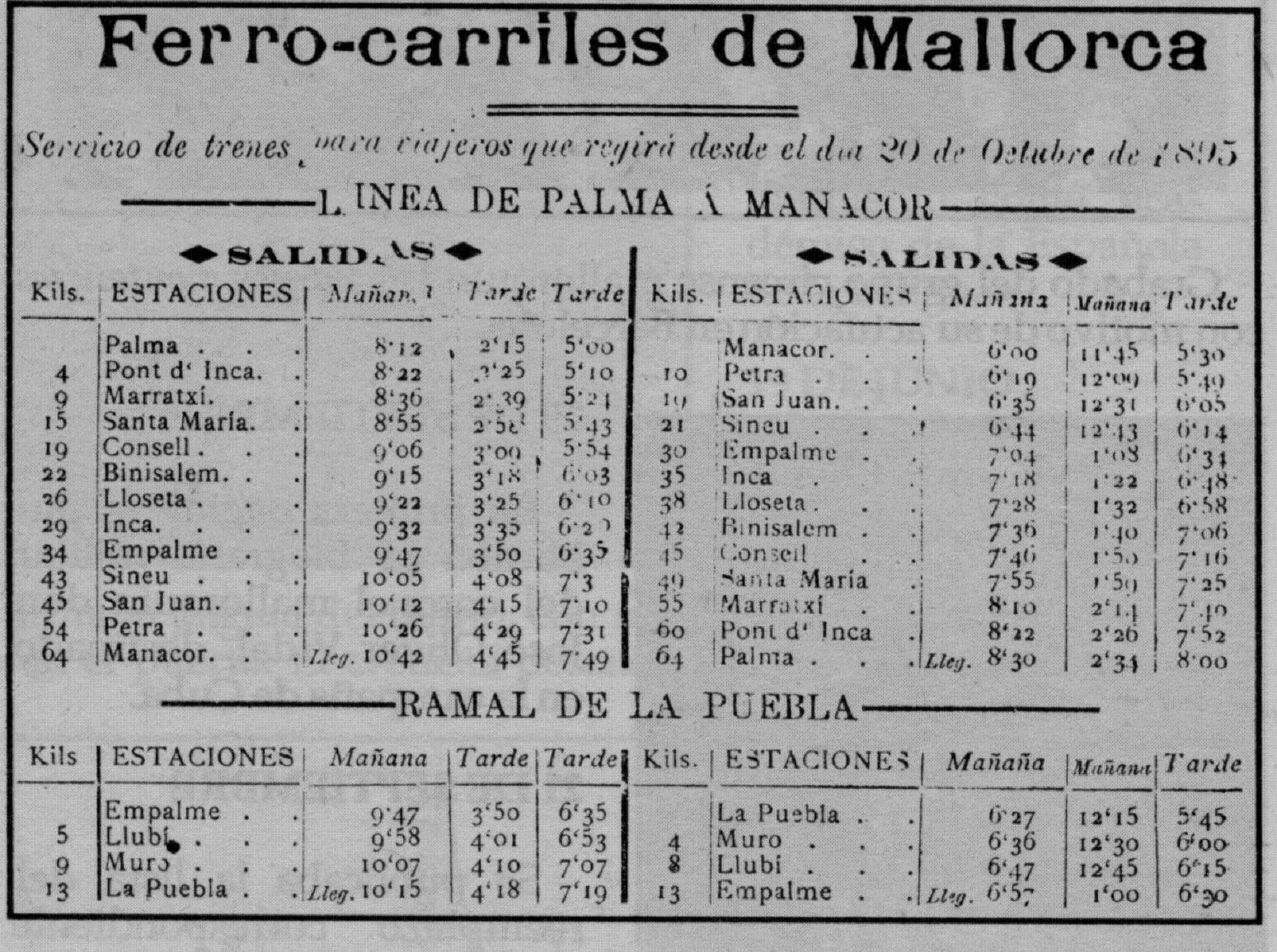
Horarios de 1895, donde aparece la estación de Muro.

### Primeros años
En octubre de 1876, semanas después de haber finalizado los estudios previos del tramo Inca-Sinéu, se iniciaron los del ramal hacia La Puebla, que se completaron en el mes de diciembre. El 17 de enero de 1878 se declaró obra de utilidad pública y en mayo comenzaron las obras. Estas tuvieron algunos retrasos por culpa de los problemas ocasionados por las expropiaciones y porque la compañía tuvo que completar directamente la explanación del último tramo, debido a la lentitud con la que el contratista ejecutaba las obras. La construcción se prolongó hasta finales del verano.
La estación fue inaugurada el 24 de octubre de 1878 con la puesta en marcha del ramal Empalme–La Puebla dentro de la línea Palma de Mallorca - Manacor. Su explotación inicial quedó a cargo de la Compañía de los Ferrocarriles de Mallorca quien también se hizo con la totalidad de la red ferroviaria mallorquina a excepción del Ferrocarril de Sóller. Inicialmente el ancho de la vía era de tres pies (914 mm). En 1941, al no ser la línea de ancho ibérico, la estación no fue nacionalizada y transferida a la recién creada RENFE, sino que pudo conservar su autonomía, al menos durante una década.  

### Bajo EFE y FEVE
El 1 de agosto de 1951 las líneas de los Ferrocarriles de Mallorca se nacionalizan y pasan a ser gestionados por Explotación de Ferrocarriles por el Estado (EFE). En 1956 comenzaron a circular los primeros automotores Ferrostaal traídos de Alemania. Fueron cuatro unidades de un solo coche que estuvieron en servicio hasta que fueron destruidas por un incendio diez años más tarde.El patrimonio ferroviario de Ferrocarriles de Mallorca quedó incorporado definitivamente al estado en 1959. EFE inició un proceso de sustitución de la tracción vapor por diésel, que supuso la eliminación de la tracción a vapor, cuyo último servicio aconteció el 12 de diciembre de 1964. Sin embargo, con la creación de FEVE la explotación quedó a cargo de nueva compañía estatal en 1964. En 1980, Ferrocarriles Españoles de Vía Estrecha (FEVE) inició un plan para renovar la estructura de la red. El primer cambio introducido fue la sustitución del ancho de vía de yarda inglesa (914 mm) a ancho métrico (1000 mm). La renovación de la vía solo contempló el tramo Palma de Mallorca-Inca, por lo que las estaciones de Empalme, Llubí, Muro y La Puebla fueron clausuradas el 28 de febrero de 1981, alegando falta de rentabilidad económica.

### Bajo SFM
El 31 de marzo de 1994 la gestión de FEVE se traspasa al gobierno balear, por medio de los Serveis Ferroviaris de Mallorca (SFM) fundados el 14 de enero de ese mismo año. En 1998 el Gobierno de las Islas Baleares inició las obras de reapertura de la línea de tren de Inca a La Puebla, que volvería a ver llegar al ferrocarril el 27 de diciembre de 2000. Con esta reapertura de la estación, el antiguo ancho de tres pies fue reconvertido en ancho métrico (1000 mm) o 3' 32/5".
Desde su reapertura, la estación la gestiona Serveis Ferroviaris de Mallorca (SFM) que explota un total de 77 kilómetros de vías en ancho métrico. La línea de Empalme a La Puebla completó su electrificación en octubre de 2018, eliminando el trasbordo en Empalme que se venía haciendo para tomar un tren diésel de la serie 61 para llegar Llubí.

## La estación
En octubre de 1876 el Ayuntamiento de Muro solicitó a la Compañía de los Ferrocarriles de Mallorca que el trazado de la vía se acercara más a su población. Para ello sería necesario construir un viaducto sobre el torrente de Vinagrella, similar al ya existente en la línea de Manacor, que permitiría a la línea acercarse más a los núcleos urbanos pero que supondría la construcción de un segundo viaducto para regresar a La Puebla. La demanda ferroviaria prevista no era lo suficientemente grande como para justificar esa inversión, por lo que se rechazó la propuesta. Este ahorro constructivo supuso después una desventaja, puesto que la estación de Muro quedó a 2,1 km al oeste de su núcleo urbano, lo que obligó a construir un enlace por carretera.
El edificio de viajeros es de dos plantas y tejado a dos aguas, con tres vanos por costado y planta. El edificio es idéntico a las estaciones de Montuiri y Algaida, que fueron construidas tomando a Muro como modelo. La estación original tenía cuatro vías, la general, dos desviadas a la izquierda de ésta y una vía muerta que servía en la zona del muelle de mercancías y del almacén. Con la reapertura de la línea, la estación fue rebajada a la categoría de apeadero, con el andén a la derecha en kilometraje ascendente frente al cual circula la única vía principal. Dispone de una marquesina metálica para cobijo de los usuarios. Se conservan dos edificios originales de la línea, el de viajeros y un almacén. Este almacén estaba pensado inicialmente para vinos y licores y data de 1884.
Completan las instalaciones un aparcamiento de vehículos, al que accede un microbús que lo conecta con la población, desde donde es posible la conexión con autobuses a localidades del entorno. También es posible acceder, desde 2020, de la población a la estación mediante una pista ciclable acondicionada en cemento, aprovechando el camino original. En octubre de 2018 la electrificación llegó a la estación.

## Servicios ferroviarios

### Cercanías
La estación forma parte de la línea T2 de SFM, perteneciente a la red de Servicios Ferroviarios de Mallorca. La frecuencia varía entre un tren cada cuarenta minutos a una hora. El servicio se presta con unidades de la serie 81 de SFM, fabricados por CAF.
Algunos servicios no efectúan parada entre Marrachí y Palma. Éstos se prestan con unidades de la serie 91 de SFM, de piso bajo. Estaban pensados para el proyectado tren-tram de Manacor a Artá, pero al descartase el proyecto se usaron para este servicio.
| procedencia/destino | < estación | Línea | estación > | destino/procedencia |
| ------------------- | ---------- | ----- | ---------- | ------------------- |
| Palma de Mallorca   | Llubí      |       | La Puebla  | La Puebla           |